# Iryna Merleni

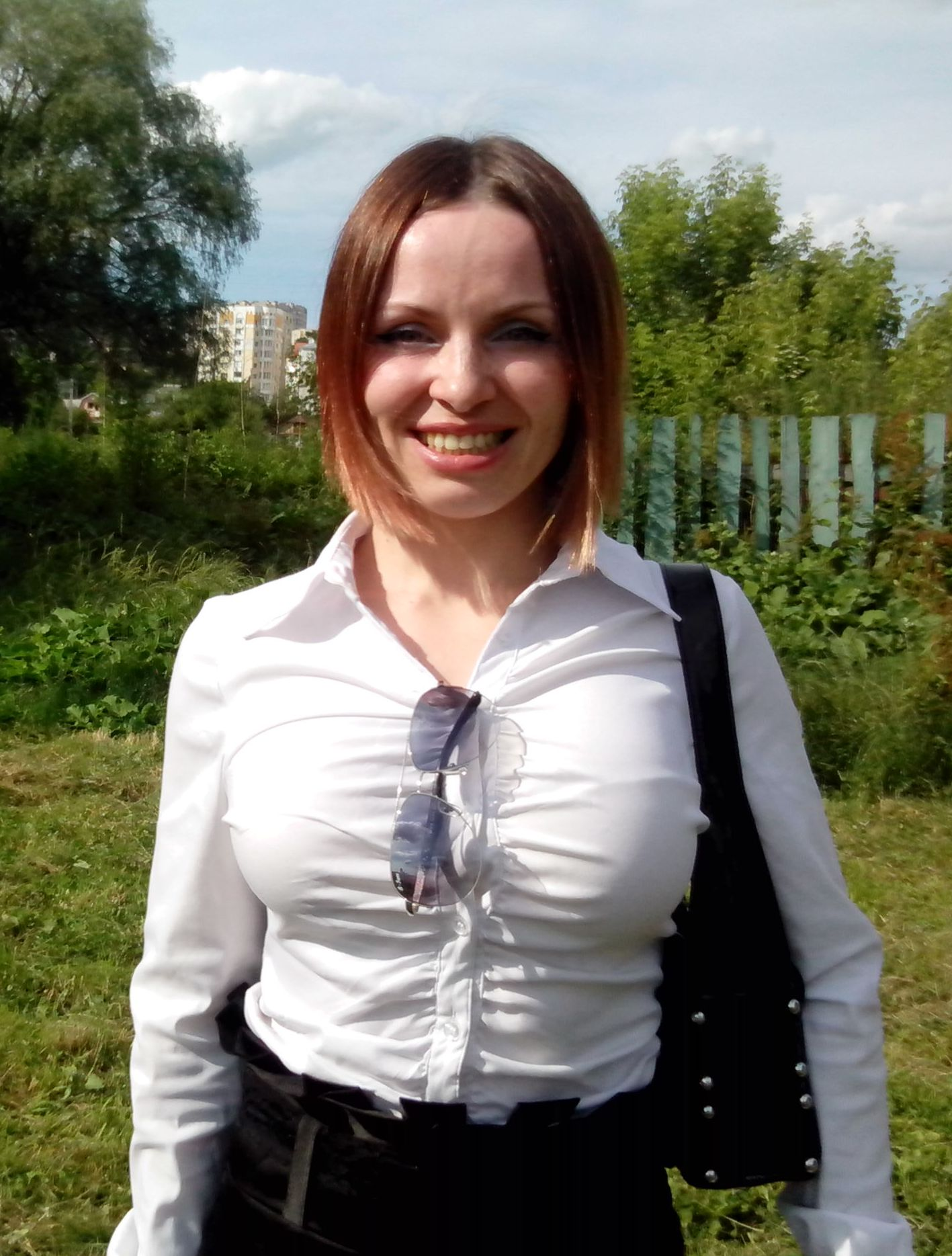
Iryna Merleni (2014)

Iryna Oleksijiwna Merleni-Mikultschin, geboren als Iryna Melnik, (ukrainisch Ірина Олексіївна Мерлені; * 8. Februar 1982 in Kamjanez-Podilskyj) ist eine ukrainische Ringerin. Die nur 1,50 m große Athletin war die erste Ringerin, die eine olympische Goldmedaille gewann.
Merleni war schon als Jugendliche beste Ringerin ihrer Altersklasse, mit 18 Jahren gewann sie ihren ersten Weltmeister-Titel in der Erwachsenenklasse. 2001 verlor sie im Finale der Europameisterschaft gegen Inga Karamtschakowa und wurde bei der Juniorenweltmeisterschaft nur Fünfte. Danach gewann sie bis 2005 jedes große Turnier, an dem sie teilnahm. Nach drei Weltmeistertiteln und einem Europameistertitel war dann das Finale der Olympischen Spiele 2004 der Höhepunkt ihrer Karriere. Sie gewann gegen die Japanerin Chiharu Ichō nach Mattenrichterentscheid.

## Erfolge
1998
- 1. Weltmeisterschaft Kadettinnen in Manchester (-46 kg)

1999
- 2. Europameisterschaft Juniorinnen in Budapest (-46 kg)
- 1. Weltmeisterschaft Juniorinnen in Bukarest (-46 kg)

2000
- 1. Europameisterschaft Juniorinnen in Sofia (-46 kg)
- 3. Weltmeisterschaft Juniorinnen in Nantes (-46 kg)
- 1. Weltmeisterschaft in Sofia (-46 kg)

2001
- 2. Europameisterschaft in Budapest (-46 kg)
- 1. Weltmeisterschaft in Patras (-46 kg)

2003
- 1. Weltmeisterschaft in New York City (-48 kg)

2004
- 1. Europameisterschaft in Haparanda (-48 kg)
- 1. Olympische Spiele in Athen (-48 kg)

2005
- 1. Europameisterschaft in Warna (-51 kg)
- 1. Universiade in Izmir (-51 kg)
- 2. Weltmeisterschaft in Budapest (-48 kg)

2007
- 2. Weltmeisterschaft in Baku (-48 kg)